# Andrea Budošová
Andrea Budošová (* 15. Mai 1980 in Čadca) ist eine slowakische Fußballspielerin.

## Karriere

### Verein
Budošová startete ihre Karriere mit 14 Jahren beim FK ČADBUS Čadca. Dort rückte sie 1996 im Alter von nur 16 Jahren in die Seniorenmannschaft auf. Im September 1997 verließ sie den FK Čadca und unterschrieb beim Ligarivalen ŠKF Žirafa Žilina. Am 14. Februar 2002 verließ sie die Slowakei und wechselte nach Tschechien zum SK Slavia Prag. Dort spielte sie bis zum Sommer 2007 als Stammspielerin, bevor sie für ein Jahr auf Leihbasis in die ÖFB-Frauenliga zum USG Ardagger/Neustadtl ging. Am 31. Januar 2008 kehrte sie, nachdem sie auf neun Einsätze in Österreich gekommen, ist zu Slavia Prag zurück. Bei Slavia gehört sie zu den Leistungsträgerinnen und erzielte in 175 Spielen 76 Tore in der höchsten Frauenfußballspielklasse Tschechiens.

### Nationalmannschaft
Budošová gehört seit 2000 zum Kader der slowakischen Fußballnationalmannschaft der Frauen.